# 中岡洋
中岡 洋（なかおか ひろし、1933年 - ）は、日本の英文学者。専攻はブロンテ姉妹研究。
早稲田大学文学部英文科卒業。同大学院博士課程中退。茨城大学助教授、成蹊大学助教授、教授、85年駒澤大学教授、2004年定年退職。日本ブロンテ協会顧問。

## 著書
- エミリ・ブロンテ論 荒野へ荒野へ 改訂版 国文社 1982.11
- ブロンテ姉妹 その知られざる実像を求めて 日本放送出版協会 2008.4。NHKカルチャーアワー・文学の世界、放送テキスト
- 「ジェーン・エア」の作者って、どんな人？ 彩流社 2012.6

## 共編著
- ブロンテ研究 シャーロット、エミリ、アンー作品と背景 青山誠子共編 開文社出版 1983.3
- ブロンテ姉妹の留学時代 開文社出版 1990.2
- 『ジェイン・エア』を読む 開文社出版 1995.7
- ブロンテ姉妹の時空 三大作品の再評価 内田能嗣共編著 北星堂書店 1997.12
- ブロンテ文学のふるさと 写真による文学鑑賞 内田能嗣共編 大阪教育図書 1999.7
- アン・ブロンテ論 内田能嗣共編 開文社出版 1999.10
- シャーロット・ブロンテ論 開文社出版 2001.10
- 楽しめるイギリス文学 その栄光と現実 宇佐見太市・岸本吉孝共編著 金星堂 2002.9
- 『嵐が丘』を読む 開文社出版 2003.10
- ブロンテ姉妹を学ぶ人のために 内田能嗣共編 世界思想社 2005.2
- 感動愛の物語11章 あらすじで読むイギリスの名作 内田能嗣共編 ひょうたん書房・新書判 2005.6

## 翻訳
- 嵐が丘の起源 M.ヴィジック 国文社 1966 (ピポー叢書)
- T・S・エリオット詩論集 星野徹共訳 国文社 1967 (ピポー叢書)
- サルトル ロマン的合理主義者 アイリス・マードック 田中清太郎共訳 国文社 1968
- 妄想とノイローゼ 病気の原因と心霊作用 アーサー・ガーダム 佑学社 1975
- エミリ・ジェイン・ブロンテ全詩集 国文社 1991.9
- シャーロット・ブロンテの生涯 エリザベス・ギャスケル 「ブロンテ全集12」みすず書房 1995.10
- 嵐が丘 エミリ・ブロンテ 芦澤久江共訳 「ブロンテ全集 7」みすず書房 1996.4
- シャーロット・ブロンテと「大好きなネル」ある友情の物語 バーバラ・ホワイトヘッド（監訳）開文社出版 2000.9
- エミリ・ブロンテ神への叛逆 ジル・ディックス・グナッシア 芦澤久江共訳 彩流社 2003.10
- ブロンテ家の人々 ジュリエット・バーカー 内田能嗣と監訳 彩流社 2006.10
- シャーロット・ブロンテ書簡全集/註解 芦澤久江共編訳 彩流社 2009
- パトリック・ブロンテ著作全集 編訳 彩流社 2013.1
- ブランウェル・ブロンテ全詩集 2巻組：ヴィクター・ノイフェルト編 彩流社 2013.9
- シャーロット・ブロンテ全詩集 2巻組：ヴィクター・ノイフェルト編 彩流社 彩流社 2014.9
- ブロンテ姉妹エッセイ全集 ベルジャン・エッセイズ、スー・ロノフ編/芦澤久江共訳 彩流社 2016.5

## 論文
- 中岡洋「情熱と死--ヒースクリフとキャサリンの恋」『茨城大学文理学部紀要 社会科学』第17号、茨城大学文理学部、1966年12月、129-147頁、ISSN 04451678、NAID 120005513770。
- 中岡洋「孤独者の幻滅--コンラッド「シャドウ・ライン」をめぐって」『英文学』第29号、早稲田大学英文学会、1967年4月、94-105頁、ISSN 04246861、NAID 40000204524。
- 中岡洋「詩と神話--イエイツをめぐって」『英文学』第33号、早稲田大学英文学会、1968年12月、70-80頁、ISSN 04246861、NAID 40000204562。
- 中岡洋「エミリ・ブロンテの神秘主義」『成蹊大学一般研究報告』第9号、成蹊大学、1973年3月、41-66頁、ISSN 03888835、NAID 40002031745。
- 中岡洋「'Gondal'再構成のために」『英文学研究』第61巻第1号、日本英文学会、1984年、27-38頁、doi:10.20759/elsjp.61.1_27、ISSN 0039-3649、NAID 110008156860。
- 中岡洋「「ゴンダル」--作中人物とその確認」『成蹊大学一般研究報告』第21号、成蹊大学、1984年9月、21-221頁、ISSN 03888835、NAID 40002031794。
- 中岡洋「Wuthering Heights批評史--評価の変遷」『英米文学』第21号、駒澤大学文学部英米文学科、1986年、1-60頁、ISSN 03867463、NAID 110006159408。
- 中岡洋「Wuthering Heights批評史--評価の変遷」『英米文学』第22号、駒澤大学文学部英米文学科、1987年、34-117頁、ISSN 03867463、NAID 110006159414。
- 中岡洋「Valerie Grosvenor Myer: Charlotte Bronte: Truculent SpiritVision, Barness & Noble1987」『英文学研究』第66巻第2号、日本英文学会、1990年、312-317頁、doi:10.20759/elsjp.66.2_312、ISSN 0039-3649、NAID 110008157391。
- 中岡洋「ブロンテ研究の現在 (特集 荒野の文学 ブロンテ姉妹) -- (ブロンテ・スタディーズ)」『ユリイカ』第34巻第11号、青土社、2002年9月、158-163頁、ISSN 13425641、NAID 40005480700。